# Dogg
Dogg är beteckningen för en hund från flera olika hundraser med kort päls, kraftigt huvud och trubbig nos. Den kan också definieras[källa behövs] som en hund av molossertyp. Molosserhunden var under antiken använd som boskaps- och stridshund. Även ett antal sällskapshundar av mindre storlek har framavlats med doggtypens huvudform.
Dogg och molosserhund används ibland som synonymer för samma typ av hund.

## Exempel på raser
- American Bulldog
- Dogo argentino
- Dogo canario
- Dogue de bordeaux (Bordeauxdogg)
- Engelsk bulldogg[1]
- Grand danois (Deutsche Dogge)
- Perro dogo mallorquín (Ca de bou, Mallorcamastiff)
- Boxer[1]

## Dvärghundar av doggtyp
- Bostonterrier
- Fransk bulldogg[1]
- Mops